# Lundpärlemorfjäril
Lundpärlemorfjäril (Boloria titania) är en fjärilsart som först beskrevs av Eugen Johann Christoph Esper 1793.Arten ingår i släktet Boloria och familjen praktfjärilar. Enligt den finländska rödlistan är arten starkt hotad i Finland. Arten har ej påträffats i Sverige. Artens livsmiljö är lundskogar.

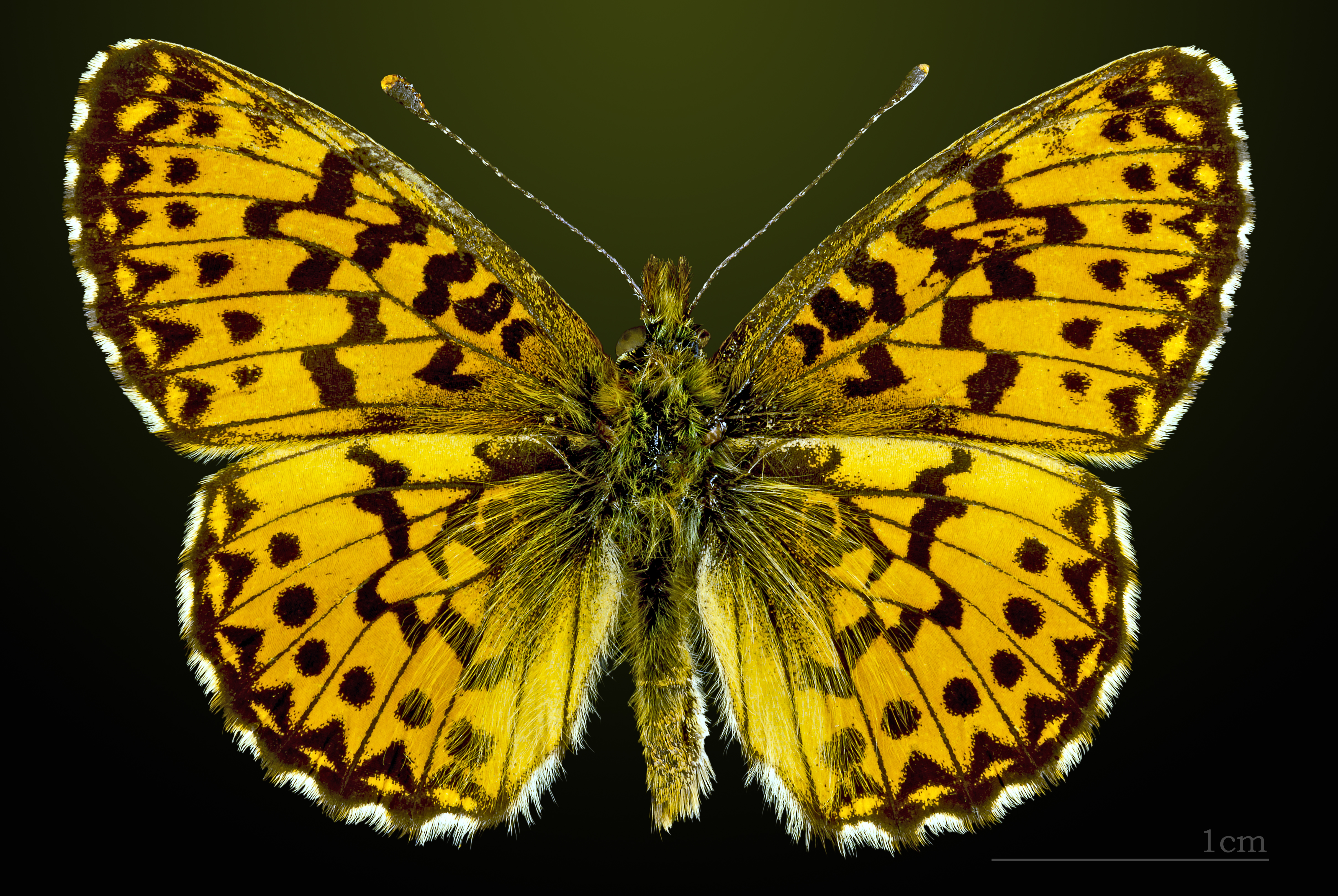
Ovansidan.
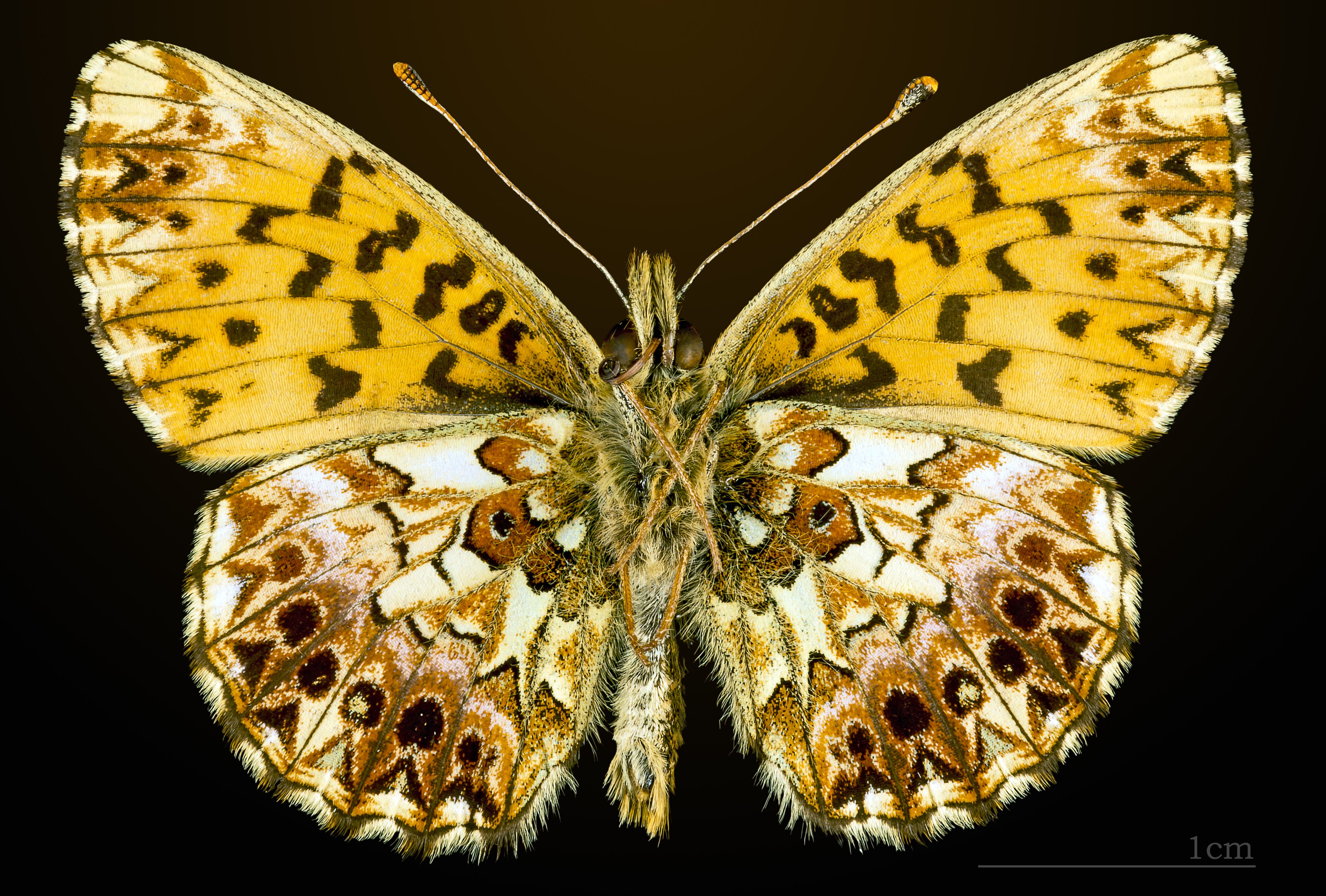
Undersidan.